# Leonardo Buta
Leonardo Daniel Ulineia Buta (Anadia, 5 giugno 2002) è un calciatore portoghese, difensore dell'Eibar in prestito dall'Udinese.

## Biografia
Leonardo è il fratello minore di Aurélio Buta, anch'egli calciatore.

## Caratteristiche tecniche
Di piede mancino, è un terzino sinistro che può giocare sia nella difesa a 3 che a 4, abbinando tecnica e atletismo.

## Carriera

### Club

#### Gli inizi, Braga
Nato in Portogallo da genitori di origini angolane, è cresciuto nel settore giovanile del Braga. Ha esordito con gli Arsenalistas il 12 febbraio 2022 disputando l'incontro di Primeira Liga vinto per 2-1 contro il Paços Ferreira.

#### Udinese
Il 5 giugno 2022, nel giorno del suo 20º compleanno, viene ufficializzato il suo trasferimento all'Udinese, con cui firma un contratto fino al 30 giugno 2027. Esordisce con i bianconeri (oltreché in Serie A) il 27 maggio 2023 subentrando nel finale della sfida persa per 3-2 contro la Salernitana.

#### Prestito al Gil Vicente
Il 18 luglio 2023, Buta viene ceduto in prestito annuale al Gil Vicente, nella massima serie portoghese.

#### Moreirense
Il 2 settembre 2024 viene ceduto a titolo definitivo alla Moreirense.
Prestito all'Eibar
Ritornato all'Udinese viene nuovamente ceduto in prestito, questa volta all'Eibar.

### Nazionale
Buta ha giocato nelle nazionali giovanili portoghesi Under-17 e Under-18. Il 27 marzo 2022, alla sua prima convocazione, fa il suo esordio con la formazione Under-20 nella sfida pareggiata 1-1 contro la Francia, grazie alla sua rete nel primo minuto di recupero del primo tempo.

## Statistiche

### Presenze e reti nei club
Statistiche aggiornate al 20 luglio 2023.
| Stagione        | Squadra         | Campionato      | Campionato | Campionato | Coppe nazionali | Coppe nazionali | Coppe nazionali | Coppe continentali | Coppe continentali | Coppe continentali | Altre coppe | Altre coppe | Altre coppe | Totale | Totale |
| Stagione        | Squadra         | Comp            | Pres       | Reti       | Comp            | Pres            | Reti            | Comp               | Pres               | Reti               | Comp        | Pres        | Reti        | Pres   | Reti   |
| --------------- | --------------- | --------------- | ---------- | ---------- | --------------- | --------------- | --------------- | ------------------ | ------------------ | ------------------ | ----------- | ----------- | ----------- | ------ | ------ |
| 2020-2021       | Braga B         | CdP             | 4          | 0          |                 | -               | -               |                    | -                  | -                  |             | -           | -           | 4      | 0      |
| 2021-2022       | Braga B         | L3              | 11         | 0          |                 | -               | -               |                    | -                  | -                  |             | -           | -           | 11     | 0      |
| 2021-2022       | Braga           | PL              | 5          | 0          | CP+CdL          | 0               | 0               | UEL                | 0                  | 0                  | SP          | 0           | 0           | 5      | 0      |
| 2022-2023       | Udinese         | A               | 2          | 0          | CI              | 0               | 0               |                    | -                  | -                  |             | -           | -           | 2      | 0      |
| Totale carriera | Totale carriera | Totale carriera | 22         | 0          |                 | 0               | 0               |                    | 0                  | 0                  |             | 0           | 0           | 22     | 0      |